# 美国商务部对中华人民共和国实施先进计算和半导体制造的出口管制新规
美国商务部对中华人民共和国实施先进计算和半导体制造的出口管制新规是美國商務部自2022年10月7日起實施的针对中华人民共和国的出口管制，目的是阻止中國获取和先进计算和半导体制造品以及具有這方面研發的能力。其中提到要禁止向中國出口高性能计算芯片、禁止向中國出口某些半导体制造设备、限制美国人在中國半導體公司任職。